# Lylanie Lauwrens
Lylanie Lauwrens, née le 25 mai 1984 à Ladysmith (Afrique du Sud), est une coureuse cycliste sud-africaine.

## Carrière
Elle obtient la médaille d'or en contre-la-montre et en course en ligne aux Championnats d'Afrique de cyclisme sur route 2010 à Kigali.
Sur le plan national, elle est vice-championne d'Afrique du Sud du contre-la-montre en 2010.

## Palmarès
- 2010
  -  Championne d'Afrique sur route
  -  Championne d'Afrique du contre-la-montre
  - 2e du championnat d'Afrique du Sud du contre-la-montre